# Berekalja (Szlovákia)
Berekalja (1890-ig Podluzsány, majd 1899-ig Dobóberekalja, szlovákul Podlužany) község Szlovákiában, a Nyitrai kerület Lévai járásában.

## Fekvése
Lévától 4 km-re, északra található.

## Története
1275-ben „Podlusan” néven említik először, majd 1302-ben „Plosan” alakban szerepel. Neve a szláv pod lužane (= erdő alattiak) kifejezésből származik. Régi nevének előtagja az egykori birtokos Dobó családra utal. 1275-ben Bars várának tartozéka volt, majd 1388-tól a lévai uradalom része. 1536-ban 8 portája létezett. 1601-ben 45 ház és a barsi főispán majorja volt a településen. 1715-ben 23 adózó háztartása és egy malma volt.
A 18. század végén Vályi András így ír róla: „PODLUSÁN. Garam Podlusán. Elegyes tót falu Bars Vármegyében, földes Ura H. Eszterházy Uraság, lakosai katolikusok, ’s másfélék is, fekszik Garam Újfalunak szomszédságában, mellynek filiája, határjában vagyon fája, termékeny szőlei, helyben borait könnyen eladgya, gyümöltsös, és káposztás kertyei jók, malma helyben, keresetre módgya Sz. Benedeken, és Báton, első osztálybéli.”
1828-ban 71 házában 468 lakos élt, akik főként mezőgazdasággal foglalkoztak.
A 19. század közepén Fényes Elek eképpen írja le: „Podluzsány, (Garan), tót f., Bars vmegyében, ut. post. Lévától északra 1 mfd., 468 kath. lak., kik bort és hires káposztát termesztenek. Erdeje s vizimalma van. F. u. h. Eszterházy.”
Borovszky Samu monográfiasorozatának Bars vármegyét tárgyaló része szerint: „Dobóberekalja, Hont vármegye határán fekvő tót kisközség, 762 róm. kath. lakossal. Azelőtt Podluzsány volt a neve. 1255-ben Vancsay István bibornok unokaöcscse: Dénes úr, itt Szent Erzsébet tiszteletére egyházat alapított. 1506-ban Ulászló Haraszti Ferenczet és nejét iktattatja e birtokba és ettől fogva a község a lévai uradalomhoz tartozik és a lévai vár urainak változásával változtatja gazdáit. A XVIII. század elején már az Eszterházyak a birtokosai. Régi temploma több izben elpusztult. Legutóbb 1893-ban restaurálták alaposan. Postája Garamújfalu, távirója és vasúti állomása Léva. Ide tartozik Richnyava puszta is.”
A trianoni diktátumig Bars vármegye Lévai járásához tartozott.

## Népessége
| Év:            | 1994. | 2004.   | 2014.   | 2024.   |
| -------------- | ----- | ------- | ------- | ------- |
| Emberek száma: | 777   | 764     | 773     | 759     |
| Eltérés:       |       | -1,67 % | +1,17 % | -1,81 % |

| Év:            | 2023. | 2024.   |
| -------------- | ----- | ------- |
| Emberek száma: | 762   | 759     |
| Eltérés:       |       | -0,39 % |

| Év   | Összlakosság | anyanyelv/nemzetiség | anyanyelv/nemzetiség | anyanyelv/nemzetiség        | Vallási megoszlás                                                      |
| Év   | Összlakosság | Magyar               | Szlovák              | Egyéb                       | Vallási megoszlás                                                      |
| ---- | ------------ | -------------------- | -------------------- | --------------------------- | ---------------------------------------------------------------------- |
| 1880 | 477          | 23                   | 438                  | -                           | 460 római katolikus, 7 református, 5 evangélikus, 3 izraelita, 2 egyéb |
| 1890 | 602          | 59                   | 541                  | -                           | -                                                                      |
| 1900 | 762          | 145                  | 617                  | -                           | -                                                                      |
| 1910 | 793          | 281                  | 512                  | -                           | 786 római katolikus, 4 református, 3 evangélikus                       |
| 1921 | 772          | 9                    | 761                  | -                           | -                                                                      |
| 1930 | 728          | -                    | 728                  | -                           | -                                                                      |
| 1991 | 782          | -                    | 775                  | -                           | -                                                                      |
| 2001 | 779          | 2                    | 771                  | -                           | -                                                                      |
| 2011 | 752          | 1                    | 734                  | 4 cseh                      | -                                                                      |
| 2021 | 764          | 4                    | 745 (+3)             | 4 (+6) egyéb, 11 ismeretlen | -                                                                      |

## Nevezetességei
- Szent Erzsébet tiszteletére szentelt, római katolikus temploma 1897-ben épült romantikus stílusban, a korábbi gótikus templom helyén.
- Szent Orbán és Nepomuki Szent János szobra.